# Angelina Lauro
L’Angelina Lauro est un navire de croisière construit à l’origine comme paquebot sous le nom d’Oranje en 1939 par les chantiers Netherlands Shipbuilding Company d’Amsterdam pour la Netherlands-America Steamship Company. Gravement endommagé par un incendie le 30 mars 1979 à Saint-Thomas, il sombre le 24 septembre 1979, dans l’Océan Pacifique alors qu’il est en remorque vers Kaohsiung pour y être détruit.

## Histoire

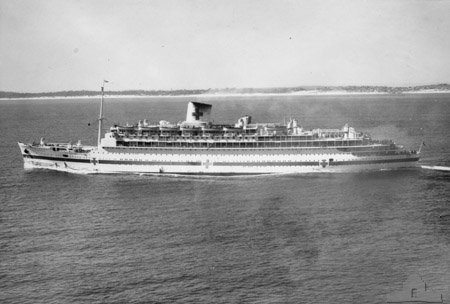
L’Oranje en navire-hôpital.

L’Oranje est un paquebot construit en 1938 au chantier naval de la NDSM d’Amsterdam pour la compagnie Netherlands-America Steamship Company. Il est lancé le 8 septembre 1938 et il commence son voyage inaugural le 4 août 1939 entre Amsterdam et l’île de Java. Au cours du voyage, la Seconde Guerre mondiale éclate. Le navire est alors désarmé à Surabaya à son arrivée. En février 1941, l’Australie réquisitionne le paquebot et le transforme en navire-hôpital. En 1947, le navire est rendu à la Netherlands-America Steamship Company et reprend son service entre Amsterdam, Southampton et Jakarta. Le 6 janvier 1953, alors qu'il effectue une croisière en Mer Rouge, il heurte le Willem Ruys. Les deux navires restent à flot, mais ils sont gravement endommagés. En 1959, le paquebot subit une refonte à Amsterdam, faisant passer sa capacité d’accueil de 740 à 949 passagers. Le 4 mai 1964, le navire est désarmé et mis en vente.

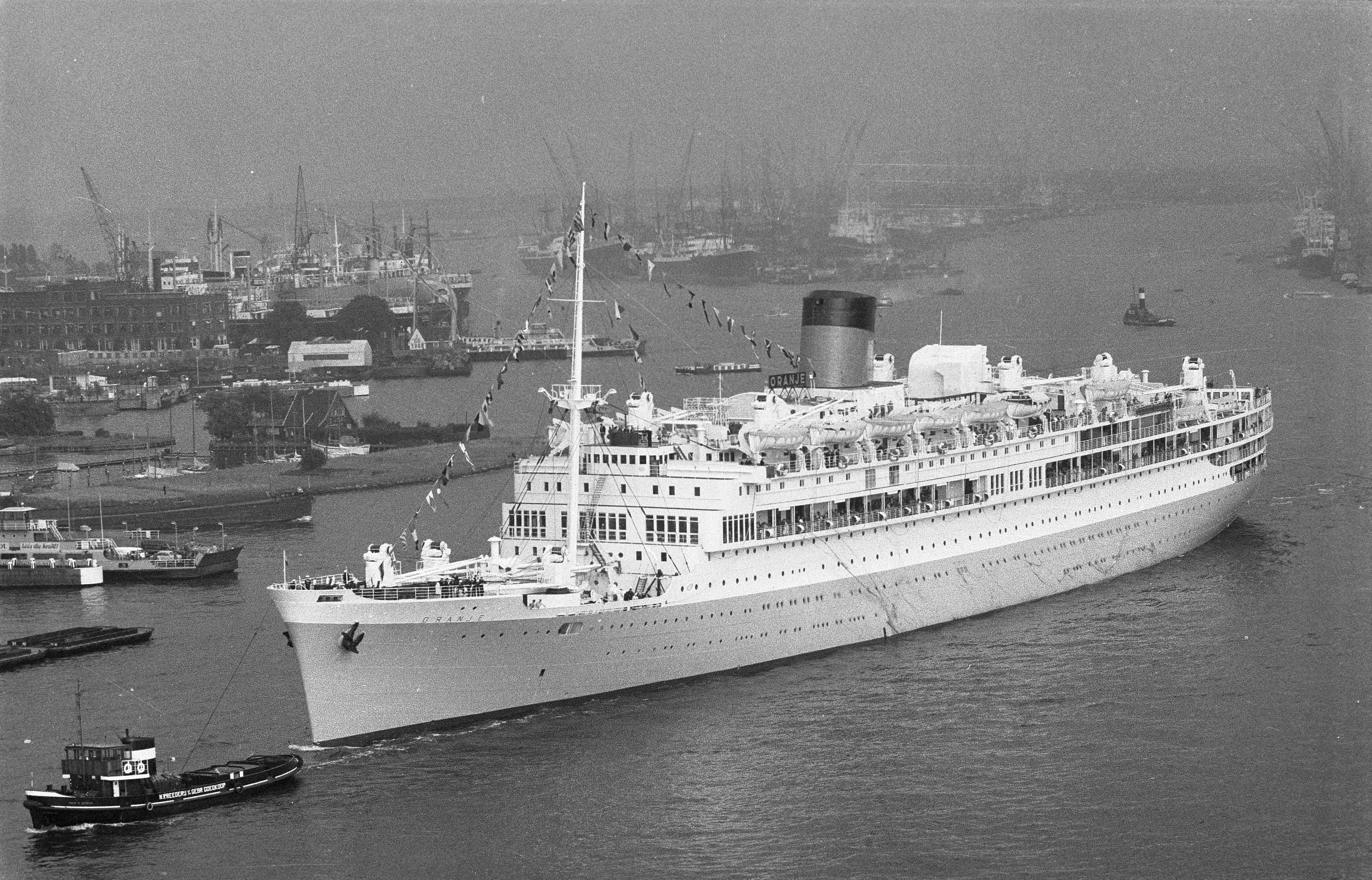
L’Oranje à Amsterdam en juillet 1960.

Le 4 septembre 1964, il est vendu avec son navire jumeau à la compagnie Lauro Lines qui le renomme Angelina Lauro. Il est envoyé à Gênes pour être reconstruit. Le 24 août 1965, un incendie se déclare sur le chantier, tuant six ouvriers. Il est remis en service le 6 mars 1966, allongé de 5 mètres avec son pont promenade entièrement vitré, sa cheminée modifiée et sa capacité maximale augmentée à 1230 passagers. En 1972, il retourne au chantier et sa capacité d’accueil est revue à la baisse, imposant un maximum de 800 passagers. En 1976, il est désarmé à La Spezia.
Cette même année, il est affrété par la compagnie Costa Croisières pour trois ans et effectue des croisières au départ de Port Everglades.
Le 30 mars 1979, alors que l’Angelina Lauro est amarré à Saint-Thomas, un incendie éclate dans la cuisine situé à l’arrière. L’équipage n’arrive pas à maîtriser le feu qui s’étend alors à tout le navire. Heureusement, la plupart des passagers et membres d’équipage est à terre lorsque le feu se déclare et les personnes présentes à bord sont évacuées. Plusieurs tentatives ont lieu pour éloigner le navire du quai, mais elles échouent à cause du poids de l’eau qui a déjà été déversée dans le navire. L’incendie est finalement maîtrisé le 3 avril 1979, mais le navire de croisière est posé sur le fond du port et gîte fortement sur bâbord. Il est déclaré « perte totale ». Le 2 juillet 1979, Smit Salvage commence le renflouement de l’Angelina Lauro, puis il est vendu à la casse. Le 30 juillet 1979, il quitte Saint-Thomas pour Kaohsiung où il doit être détruit. Le 21 septembre 1979, il commence à prendre l’eau, puis sombre le 24 septembre 1979 dans l'Océan Pacifique.